# Uitenhage
Uitenhage, rinominato ufficialmente dal febbraio 2021 in Kariega, è un centro abitato del Sudafrica, situato nella provincia del Capo Orientale. 
La città si trova a circa 80 chilometri a est di Città del Capo ed è la quarta città più grande della provincia. Uitenhage è stata fondata nel 1804 dai coloni britannici come insediamento agricolo e industriale. 
La città è stata a lungo un importante centro di produzione tessile e di lavorazione del cotone, con numerose fabbriche e opifici che operavano nella zona.
Dalla fine del XX secolo, l'economia di Uitenhage si è diversificata e ora comprende anche la produzione di componenti automobilistici, la lavorazione delle materie plastiche e la produzione di apparecchiature elettroniche.
La città è circondata da numerosi parchi naturali e riserve, tra cui il Parco nazionale degli Elefanti di Addo e il Parco Nazionale Baviaanskloof.
Uitenhage è anche un importante centro educativo, con un gran numero di scuole e istituti di istruzione superiore. La città ospita anche la Nelson Mandela Metropolitan University, una delle principali università del paese.